# Rhaphidostegium nematocaulon
Rhaphidostegium nematocaulon là một loài rêu trong họ Sematophyllaceae. Loài này được (Müll. Hal.) Besch. mô tả khoa học đầu tiên năm 1880.